# Linha do Ave
A Linha do Ave, igualmente conhecida como Linha do Vale do Ave, foi um projecto, nunca concretizado, para um caminho de ferro entre Caniços, na Linha de Guimarães, e Arco de Baúlhe, na Linha do Tâmega, em Portugal.

## História

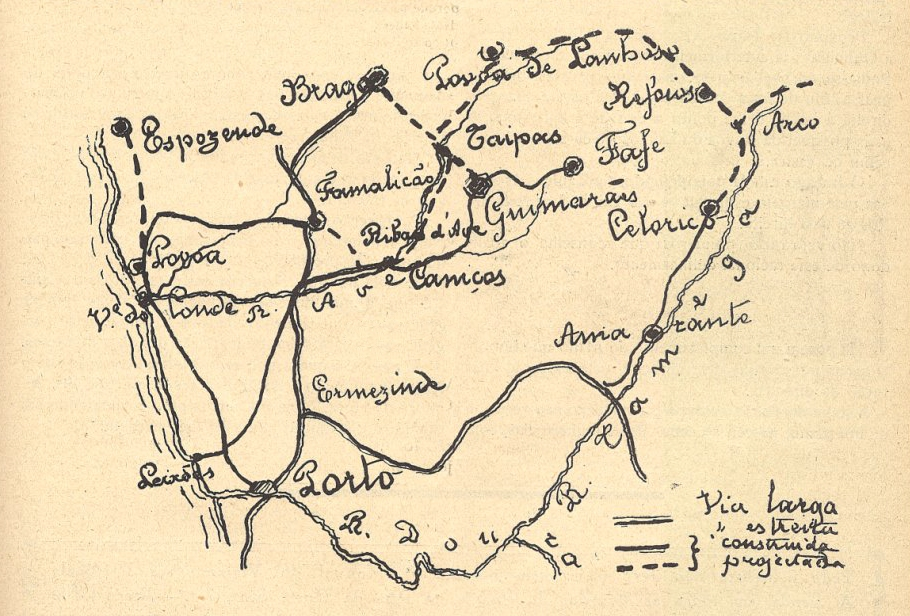
Mapa do projecto da Linha do Ave. Não está retratada a Transversal do Minho, estando a Linha de Braga a Guimarães no seu lugar, nem o Ramal de Lanhoso, e a Linha de Famalicão está desenhada como entroncando em Santo Tirso em vez de Ronfe.

Em 1898, o Ministro das Obras Públicas, Elvino de Brito, ordenou que fossem preparados os planos para as redes ferroviárias ao Sul do Tejo e ao Norte do Mondego. A comissão responsável pela zona Norte propôs duas linhas para servir a região do Basto, ambas de bitola estreita: a Linha do Tâmega ligaria Livração à Linha do Corgo, enquanto que a Linha do Vale do Ave continuaria a Linha de Guimarães até Cavez, na Linha do Tâmega, passando por Fafe e Refojos. De acordo com o plano, decretado em 16 de Fevereiro de 1900, iniciaram-se as obras na Linha do Tâmega e a Linha de Guimarães foi prolongada até Fafe.
Em 1 de Janeiro de 1927, foi noticiado que o presidente da Comissão Administrativa da Junta Geral do Distrito de Braga tinha pedido ao governo para iniciar os estudos da Linha do Vale do Ave, ligando Caniços a Cabeceiras de Basto por Vieira do Minho, com uma variante que servisse a Póvoa do Varzim e Vila do Conde. O Ministro do Comércio respondeu que iria tratar desse assunto.
Nesse ano, foi formada uma comissão para proceder à revisão do plano ferroviário nacional, tendo um dos projectos propostos sido a Linha do Ave. Esta linha seria parte de uma extensa rede que uniria entre si todas os caminhos de ferro de via estreita a Norte do Rio Douro, e que seria ligada pela Linha de Guimarães ao Porto de Leixões e à cidade do Porto. O traçado da Linha do Ave foi profundamente modificado, saindo de Caniços e passando pela Póvoa do Lanhoso e pela portela de Rossas ou de Cazares, e terminando na futura estação de Arco de Baúlhe na Linha do Tâmega. A seguir a Caniços, a Linha deveria seguir o vale do Rio Ave, passando pela portela de Rossas em vez da do Confurco, que era de acesso mais difícil.
Assim, no Plano Geral da Rede Ferroviária, publicado pelo Decreto n.º 18:190, de 28 de Março de 1930, a Linha do Ave aparecia como  de via estreita, ligando Caniços a Arco de Baúlhe, na Linha do Tâmega, com um cruzamento em Ronfe com a Linha de Famalicão, na Póvoa de Lanhoso com o Ramal de Lanhoso, e nas Caldas das Taipas com a Transversal do Minho. A linha teria cerca de 75 Km de extensão.
Num artigo publicado na Gazeta dos Caminhos de Ferro em 1934, o jornalista José Fernando de Sousa defendeu que devia ser construído primeiro o troço entre Arco de Baúlhe e Refojos, e que depois as obras começassem a partir de Caniços até que os dois troços se ligassem em Refojos.